# Soulier d'or belge 1965
Le Soulier d'or 1965 est un trophée individuel, récompensant le meilleur joueur du championnat de Belgique sur l'ensemble de l'année 1965. Ceci comprend donc à deux demi-saisons, la fin de la saison 1964-1965, de janvier à juin, et le début de la saison 1965-1966, de juillet à décembre.

## Lauréat
Il s'agit de la douzième édition du trophée, remporté pour la troisième fois par le buteur du RSC Anderlecht Paul Van Himst. Il devient le premier joueur à remporter trois Souliers d'Or, après avoir terminé deuxième lors des deux éditions précédentes. Le titre décroché par Anderlecht en 1965 permet à trois de ses joueurs de terminer aux trois premières places, le podium étant complété par Wilfried Puis, lauréat l'an passé avec moins de points qu'il n'en obtient cette année, et Georges Heylens, l'arrière droit du club bruxellois.

## Top 5
| Place | Joueur          | Nationalité | Club(s)        | Points |
| ----- | --------------- | ----------- | -------------- | ------ |
| 1.    | Paul Van Himst  |             | RSC Anderlecht | 180    |
| 2.    | Wilfried Puis   |             | RSC Anderlecht | 101    |
| 3.    | Georges Heylens |             | RSC Anderlecht | 52     |
| 4.    | Yves Baré       |             | RFC Liège      | 48     |
| 5.    | Johnny Thio     |             | FC Bruges      | 35     |

### Sources
- (nl) Cet article est partiellement ou en totalité issu de l’article de Wikipédia en néerlandais intitulé « Belgische Gouden Schoen 1965 » (voir la liste des auteurs).